# Marian Sokołowski (żołnierz)
Marian Paweł Sokołowski (ur. 19 lutego 1898 w Chlewiskach, zm. 10 sierpnia 1975 w Warszawie) – polski adwokat, poseł na Sejm RP V kadencji, oficer rezerwy Wojska Polskiego II RP, kawaler Orderu Virtuti Militari.

## Życiorys

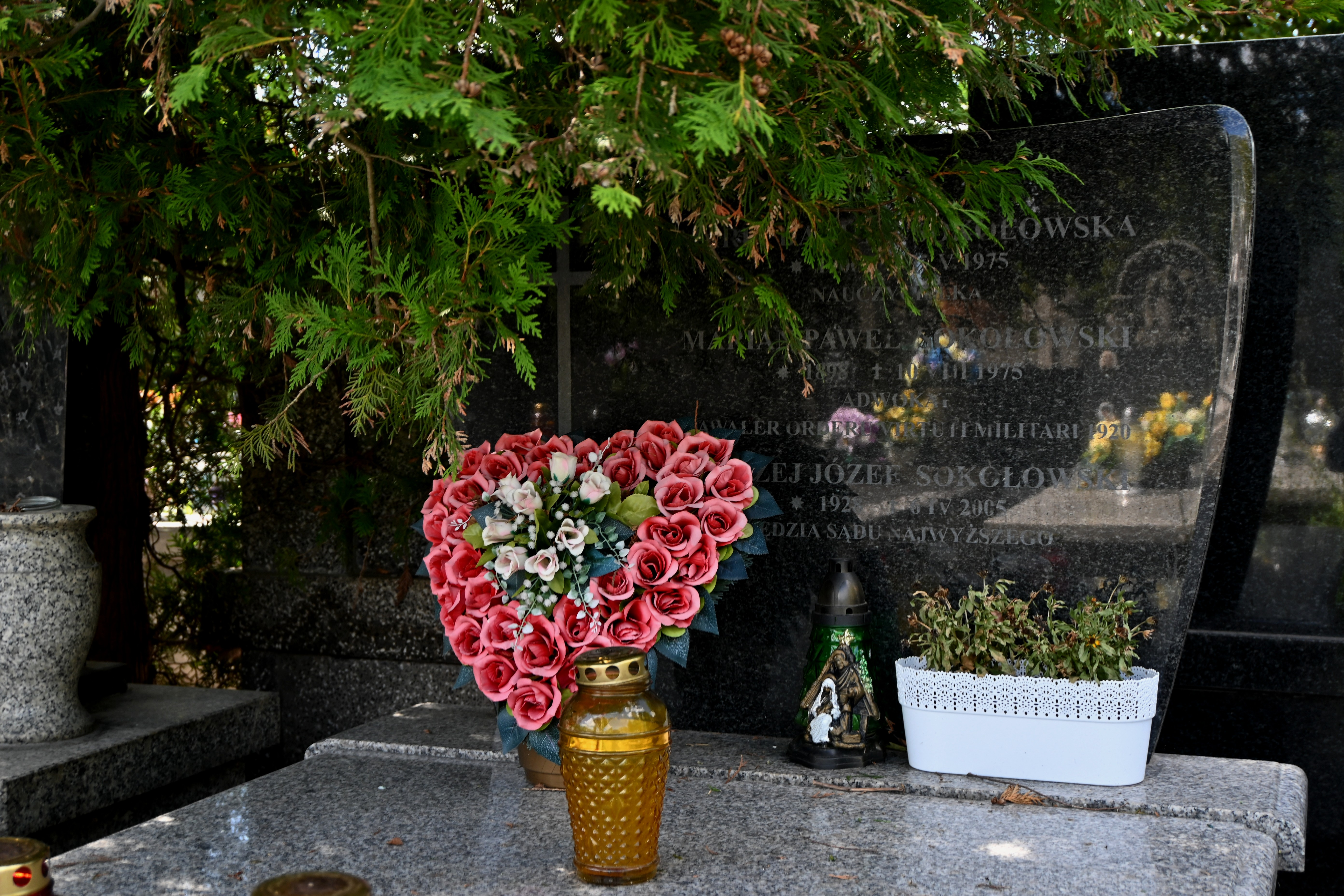
Grób Mariana Sokołowskiego oraz jego syna Jędrzeja Sokołowskiego, sędziego Sądu Najwyższego na Cmentarzu w Pyrach

Urodził się w Chlewiskach, w powiecie koneckim, w rodzinie Józefa, urzędnika sądowego, i Marii z Kulików. Ukończył szkołę powszechną w Chlewiskach, następnie szkołę realną w Radomiu (matura w 1919). W latach 1916–1918 był członkiem POW. Od 1919 ochotnik w szeregach odrodzonego Wojska Polskiego. Żołnierz 5 pułku piechoty Legionów, a następnie od 1920 w 2. kompanii 205 ochotniczego pułku piechoty, z którym walczył podczas wojny polsko-bolszewickiej. „W walkach wyróżniał się zimną krwią i męstwem. W boju pod wsią Przewodowo zapalił swą odwagą pluton i poprowadził go na bagnety, czym zdecydował o sytuacji na odcinku kompanii”. Za tę postawę został odznaczony Orderem Virtuti Militari. Podczas dalszych walk został ranny. Pod koniec 1920 bezterminowo urlopowany.
W 1926 ukończył studia na wydziale prawa Uniwersytetu Warszawskiego. Odbył praktykę sądową i rozpoczął pracę w Banku Gospodarstwa Krajowego. Od 1935 członek i dyrektor Związku Spółdzielni i Zrzeszeń Pracowniczych RP, jego późniejszy prezes zarządu. W listopadzie 1938 otrzymał mandat posła na Sejm RP V kadencji z ramienia Obozu Zjednoczenia Narodowego w okręgu nr 1 m. st. Warszawa i został radnym miasta Warszawy.
Na stopień podporucznika został mianowany ze starszeństwem z 29 listopada 1930 w korpusie oficerów rezerwy piechoty. Posiadał przydział w rezerwie do 9 pułku piechoty Legionów w Zamościu. Ukończył kurs aplikacyjny dla młodszych oficerów żandarmerii w Centrum Wyszkolenia Żandarmerii w Grudziądzu. Na stopień porucznika został mianowany ze starszeństwem z 1 stycznia 1935 i 4. lokatą w korpusie oficerów rezerwy żandarmerii.
W czasie kampanii wrześniowej pełnił służbę w plutonie żandarmerii przy Dowództwie Obrony Warszawy. Podczas okupacji członek kierownictwa Obozu Polski Walczącej. Po zakończeniu wojny pracował jako radca prawny i adwokat, zajmował m.in. stanowiska: dyrektora Towarzystwa Osiedli Robotniczych, prezesa ZG Związku Zawodowego Pracowników Bankowych i Kas Ubezpieczeniowych. 31 października 1971 z powodu ciężkiej choroby przeszedł na emeryturę. Zmarł w Warszawie, został pochowany na cmentarzu w Pyrach.

## Życie prywatne
Od 1926 był mężem Marii z Pomorskich (1900–1975), nauczycielki, z którą miał synów: Jędrzeja (ur. 1928), sędziego i Macieja (ur. 1930), inżyniera.

## Ordery i odznaczenia
- Krzyż Srebrny Orderu Wojskowego Virtuti Militari nr 2292[3] (13 maja 1921)[11]
- Krzyż Walecznych[7]
- Odznaka pamiątkowa Polskiej Organizacji Wojskowej[7]